# Kulpahār
Kulpahār är en ort i Indien.   Den ligger i distriktet Mahoba och delstaten Uttar Pradesh, i den centrala delen av landet, 400 km sydost om huvudstaden New Delhi. Kulpahār ligger 198 meter över havet och antalet invånare är 18 976.
Terrängen runt Kulpahār är platt, och sluttar norrut. Runt Kulpahār är det tätbefolkat, med 257 invånare per kvadratkilometer. Närmaste större samhälle är Charkhāri, 14,3 km nordost om Kulpahār. Trakten runt Kulpahār består till största delen av jordbruksmark.